# Поліщук Євгенія Федорівна
Євгенія Федорівна Поліщук (6 січня 1924, село Авратин, тепер Любарського району Житомирської області — ?) — українська радянська діячка, директор Любарської МТС Любарського району Житомирської області. Депутат Верховної Ради СРСР 3—4-го скликань.

## Життєпис
Народилася в бідній селянській родині. У 1938 році закінчила семирічну школу.
У 1938—1941 роках — студентка Верхівнянського сільськогосподарського технікуму Житомирської області.
Під час німецько-радянської війни була евакуйована в місто Ленінабад Таджицької РСР, де продовжила навчання в сільськогосподарському технікумі.
Закінчивши технікум, працювала старшим агрономом Сталінабадського районного земельного відділу Таджицької РСР. Одночасно навчалася в Таджицькому сільськогосподарському інституті. Потім працювала старшим агрономом з овочівництва та виноградарства Курган-Тюбинського обласного земельного відділу Таджицької РСР. У 1945 році повернулася на Житомирщину.
З 1945 року — старший агроном Любарської машинно-тракторної станції (МТС) Любарського району Житомирської області.
Член ВКП(б) з 1946 року.
З 1950 по 1958 рік — директор Любарської машинно-тракторної станції (МТС) Любарського району Житомирської області.
Потім — на пенсії в смт.Любар Житомирської області.

## Нагороди
- орден «Знак Пошани» (26.02.1958)
- ордени
- медаль «За доблесну працю у Великій Вітчизняній війні 1941—1945 рр.»
- медалі